# Franco Pezzullo
Franco Pezzullo (Roma, 31 maggio 1940) è un allenatore di calcio ed ex calciatore italiano, di ruolo portiere.
Ha indossato la maglia della Lazio partecipando fra l'altro a 14 gare del campionato di Serie A 1960-1961, concluso con la prima retrocessione della società capitolina dall'introduzione del girone unico.